# NRP Ibo
A NRP Ibo foi uma  canhoneira portuguesa. Construída em 1911, em Lisboa. Chegou a intervir aquando da «Revolta da Madeira», em 1931. Em 1943 passou a navio hidrográfico. 